# WISPA World Grand Prix Finals 1999/00
Die WISPA Al-Ahram World Grand Prix Finals 1999/00 fanden vom 4. bis 8. April 2000 in Hurghada, Ägypten, statt. Die World Grand Prix Finals waren Teil der WSA World Tour 1999/00 und mit 41.000 US-Dollar dotiert.
Im Finale setzte sich Carol Owens gegen Cassie Campion mit 9:1, 5:9, 5:9, 9:2 und 9:2 durch.

## Ergebnisse

### Gruppe A

#### Tabelle
| Pos. | Setzliste | Spielerin        | Spiele | Sätze | Punkte |
| ---- | --------- | ---------------- | ------ | ----- | ------ |
| 1    | 5         | Carol Owens      | 3:0    | 9:3   | 98:65  |
| 2    | 1         | Cassie Campion   | 2:1    | 7:3   | 68:56  |
| 3    | 4         | Natalie Grainger | 1:2    | 5:7   | 87:87  |
| 4    | 8         | Suzanne Horner   | 0:3    | 1:9   | 46:91  |

#### Ergebnisse
| Spielerin        | Spielerin        | Ergebnis                  |
| ---------------- | ---------------- | ------------------------- |
| Carol Owens      | Cassie Campion   | 2:9, 9:3, 9:0, 9:2        |
| Natalie Grainger | Suzanne Horner   | 10:8, 9:0, 8:10, 9:1      |
| Cassie Campion   | Natalie Grainger | 9:5, 9:4, 9:3             |
| Carol Owens      | Suzanne Horner   | 9:2, 9:2, 10:8            |
| Cassie Campion   | Suzanne Horner   | 9:6, 9:2, 9:7             |
| Carol Owens      | Natalie Grainger | 9:6, 10:8, 5:9, 8:10, 9:6 |

### Gruppe B

#### Tabelle
| Pos. | Setzliste | Spielerin     | Spiele | Sätze | Punkte |
| ---- | --------- | ------------- | ------ | ----- | ------ |
| 1    | 2         | Leilani Joyce | 3:0    | 9:3   | 99:65  |
| 2    | 3         | Linda Charman | 2:1    | 7:4   | 79:61  |
| 3    | 7         | Sabine Schöne | 1:2    | 6:6   | 74:72  |
| 4    | 6         | Fiona Geaves  | 0:3    | 0:9   | 27:81  |

#### Ergebnisse
| Spielerin     | Spielerin     | Ergebnis                |
| ------------- | ------------- | ----------------------- |
| Leilani Joyce | Fiona Geaves  | 9:3, 9:1, 9:6           |
| Linda Charman | Sabine Schöne | 9:1, 9:2, 3:9, 9:2      |
| Leilani Joyce | Sabine Schöne | 9:4, 7:9, 2:9, 9:5, 9:6 |
| Linda Charman | Fiona Geaves  | 9:6, 9:2, 9:3           |
| Leilani Joyce | Linda Charman | 10:8, 8:10, 9:3, 9:1    |
| Sabine Schöne | Fiona Geaves  | 9:2, 9:1, 9:3           |

### Halbfinale
| Spielerin     | Spielerin      | Ergebnis                  |
| ------------- | -------------- | ------------------------- |
| Carol Owens   | Linda Charman  | 9:0, 9:2, 9:5             |
| Leilani Joyce | Cassie Campion | 9:10, 10:8, 5:9, 9:3, 0:9 |

### Finale
| Spielerin   | Spielerin      | Ergebnis                |
| ----------- | -------------- | ----------------------- |
| Carol Owens | Cassie Campion | 9:1, 5:9, 5:9, 9:2, 9:2 |